# Grissel Trujillo de Santiago
Grissel Trujillo de Santiago (Matamoros, Coahuila, México, 1984) es una investigadora y profesora mexicana de la Escuela de Ingeniería y Ciencias del Tecnológico de Monterrey. Es miembro del Sistema Nacional de Investigadores e investigadora principal en Alvarez & Trujillo Lab, grupo de investigación en bio-micro y nanotecnologías enfocada a la ingeniería de tejidos.En convenio con dicha universidad, fundó Forma Foods, una empresa dedicada a la creación e impresión de carnes para consumo humano.

## Trayectoria
Obtuvo el título de Químico Farmacéutico Biólogo por la Universidad Autónoma de Nuevo León en 2008. Después, realizó su maestría y doctorado en biotecnología por el Tecnológico de Monterrey, en 2009 y 2014, respectivamente.
Del 2014 al 2016, fue investigadora postdoctoral en el laboratorio liderado por el Prof. Ali Khademhosseini, en la División de Ciencias y Tecnología de la Salud de Harvard-MIT y en los Laboratorios de Tecnología de Microsistemas del MIT. En 2017, junto al doctor Mario Álvarez, fundó el centro de investigación Alvarez & Trujillo Lab, enfocado en investigación en bio-micro y nanotecnologías enfocada a la ingeniería de tejidosy en el nicho de aplicaciones de diagnóstico en cuidados médicos. En 2022, con el respaldo de Tec Ventures y Saya Bio, Trujillo, Álvarez y Li Lu L. Aguilar crearon la startup Forma Foods, con el propósito de producir carnes a base de vegetales con maquinaria de impresión 3D.

## Líneas de investigación
Su área de investigación se enfoca en bioimpresión, biomateriales, nanotecnología e ingeniería de tejidos. Su investigación más notable es el "uso de la bioimpresión 3D caótica continua para fabricar tejidos vascularizados",en la que utiliza flujos caóticos para generar microestructuras finas que imitando la organización natural de los tejidos biológicos. La impresión 3D de tejidos funcionó tanto para aplicaciones biomédicas como para la producción de alimentos impresos en 3D con una estructura compleja y organizada. Dicha técnica permite producir alternativas vegetales con una textura y calidad muy cercanas a la carne animal.

## Publicaciones
Ha publicado más de 40 artículos en revistas internacionales indexadas y un capítulo de libro, incluyendo:
- Yee-de León, J.F., Soto-García, B., Aráiz-Hernández, D. et al. Characterization of a novel automated microfiltration device for the efficient isolation and analysis of circulating tumor cells from clinical blood samples. Sci Rep 10, 7543 (2020). https://doi.org/10.1038/s41598-020-63672-7
- González-González E, Trujillo-de Santiago G, Lara-Mayorga IM, Martínez-Chapa SO, Alvarez MM (2020) Portable and accurate diagnostics for COVID-19: Combined use of the miniPCR thermocycler and a well-plate reader for SARS-CoV-2 virus detection. PLoS ONE 15(8): e0237418. https://doi.org/10.1371/journal.pone.0237418
- Carolina Chávez-Madero et al Using chaotic advection for facile high-throughput fabrication of ordered multilayer micro- and nanostructures: continuous chaotic printing (2020) Biofabrication.12. 035023 https://doi.org/10.1088/1758-5090/ab84cc
- Chauhan, G., Lujambio Ángeles, A., Gonzalez‐González, E., Kulkarni, M. M., Trujillo‐de, G., Alvarez, M. M., Madou, M., Martinez‐Chapa, S. O., Carbon‐Nanogold Hierarchical Micro/Nano Topographies for Cell Guidance. Adv. Mater. Interfaces 2020, 7, 2000913. https://doi.org/10.1002/admi.202000913

## Premios y reconocimientos
Durante sus estudios de licenciatura y maestría obtuvo summa cum laude en 2008 y 2009. Además, en 2019 recibió el premio L'Oreal-UNESCO a las mujeres en la ciencia de la Fundación L'Oreal-UNESCO-AMC-CONACyT en el área de Ciencias Naturales.